# Pinanga hymenospatha
Pinanga hymenospatha är en enhjärtbladig växtart som beskrevs av Joseph Dalton Hooker. Pinanga hymenospatha ingår i släktet Pinanga och familjen Arecaceae. Inga underarter finns listade i Catalogue of Life.